# Кондаков, Алексей Иванович
Алексе́й Ива́нович Кондако́в (прозвище в профессиональной музыкальной среде Конде́й; 16 ноября 1955, Москва — 15 февраля 2013, Москва) — советский и российский эстрадный певец, музыкант. В советское время прошёл через несколько вокально-инструментальных ансамблей (ВИА) — «Надежда», «Самоцветы», «Пламя». Запомнился главным образом во время перестройки исполнением песни «Помогите кенгуру!» в составе ВИА «Пламя». В постсоветское время занимался воспроизведением ностальгического для публики жанра ВИА — исполнением старых песен и, в меньшей степени, сочинением и исполнением в той же стилистике новых.

## Биография

### Детство и юность
Алексей Кондаков родился 16 ноября 1955 года в Москве, в детстве жил на 6-й Кожуховской улице. Мать работала на Московском автозаводе имени И. А. Лихачёва (ЗИЛ), была кавалером Ордена Ленина; отец работал на заводе «Мосприбор». Алексей увлекался футболом, играл за команду мальчиков футбольного клуба «Торпедо», принадлежавшего ЗИЛу.
Имея абсолютный слух, одновременно увлекался музыкой, которую предпочёл футболу: после окончания в 15-летнем возрасте музыкальной школы N 35 (преподаватель Деркач Ю.И.) по классу баяна поступил в Музыкальное училище имени Гнесиных на отделение «Инструменты эстрадного оркестра». Ещё учась в училище, играл в самодеятельных ансамблях на танцах и в клубах. Не сдав на одном из курсов общеобразовательные предметы, был отчислен из училища за неуспеваемость. Отец устроил его на свой завод «Мосприбор» в радиорубку; в обязанности Алексея входило включать музыку в обеденный перерыв. В свободное время Алексей Кондаков играл в любительском вокально-инструментальном ансамбле «Наваждение», который репетировал в Доме культуры «Коммуна» на Варшавском шоссе. Работая на заводе, окончил вечернюю школу.
Полгода после достижения восемнадцатилетнего возраста Кондаков «косил» от армии, о чём потом жалел, так как после случайного знакомства с участниками одного из армейских ансамблей у него была возможность служить в Москве и играть в этом ансамбле. В результате попал служить в Борисоглебск (Воронежская область), где уже самостоятельно организовал ансамбль, исполнявший «фирму» (западные шлягеры) и репертуар советских вокально-инструментальных ансамблей. В 1976 году демобилизовался и восстановился в Гнесинском училище.

### Вокально-инструментальный ансамбль «Надежда»
Знакомый по Гнесинскому училищу рассказал Алексею Кондакову, что основатель и руководитель вокально-инструментального ансамбля «Надежда» Миша Плоткин ищет поющего клавишника. Кондаков приехал на прослушивание на базу «Надежды» на Плющихе, где кроме Плоткина присутствовали гитарист Владимир Кузьмин, певица Людмила Шабина и бас-гитарист Александр Шабин, и сразу был принят Мишей Плоткиным в состав ансамбля.
Получив от Плоткина несколько сольных песен для заучивания («До третьих петухов», «Ты сама придумала», «Последний троллейбус»), в начале 1977 года Алексей Кондаков поехал с «Надеждой» на свои первые гастроли в Харьков.
Больше всего меня в первой поездке поразило то, что мы работали во дворце спорта, где чесали по три концерта в день. Я дворцы спорта любил с детства, потому что я играл и в футбол, и в хоккей. И мне очень близка атмосфера дворца спорта. Она меня будоражит. И вот мы приезжаем в огромный Дворец спорта. Это — моё место, моё! И вдруг мы там должны концерт играть! И я должен стоять на сцене! А там — пять тысяч народу! Это, можно сказать, было первое яркое впечатление от первых гастролей. Зал уходит в темноту… А на тебя пушка бьёт! Когда я вышел петь первую сольную песню «Последний троллейбус»… А я же ещё ничего не знаю, не умею… Миша там начал мне режиссуру ставить: «Ты здесь проходишь сюда, потом поворачиваешься…» Начал рассказывать, куда пойти, где сесть и задуматься. Художник-режиссёр, понимаешь?! Песня-то лирическая, грустная, о любви! И вот светит на меня эта пушка во Дворце спорта, музыканты как бы в тени, а я стою один. А там такая ядрёная пушка! Блин, у меня коленки тряслись! Я иду и думаю, как бы мне не упасть! Потому что коленки тряслись! Слабость такая охватила… Но обошлось…

Вокально-инструментальный ансамбль «Надежда», 1979. Неизвестный, Алексей Кондаков, Татьяна Рузавина, неизвестный

В какой-то момент концерты «Надежды» превратились, по словам Алексея Кондакова, едва ли не в его сольные. Кроме исполняемых им песен остались несколько с общим вокалом, одну пела Людмила Шабина и одну (песню Владимира Кузьмина «Не уезжай») пел Николай Носков. Самого Кузьмина, который хотел петь сольные песни, Миша Плоткин, как правило, допускал лишь к бэк-вокалу. В 1979 году в «Надежду» в качестве приглашённого солиста вернулся стоявший у истоков ансамбля Игорь Иванов, и теперь концерты ВИА «Надежда» делились между Кондаковым и Ивановым примерно пополам. От ушедшего в группу «Москва» Носкова к Иванову также полностью перешла кузьминская песня «Не уезжай».
В самом конце 1979 года Алексей Кондаков ушёл из «Надежды» — как он говорил, «не из-за Иванова», а из-за «небольших трений» с Мишей Плоткиным. На Плоткина поступил донос в Министерство внутренних дел СССР о том, что он с музыкантов «какие-то поборы берёт». По словам Кондакова, «он действительно брал „на нужды коллектива“. Но ведь и на самом деле — на нужды коллектива: костюмы пошить, например». Всех участников ВИА «Надежда» по одному вызывали к следователю, и кто-то сказал Плоткину, что Кондаков «якобы <…> там лишнее наговорил. Я говорю: „Миша! Ты что?! Я никогда не был ни говнюком, ни болтуном! Я ничего не говорил“. Но он не поверил». Впоследствии Алексей Кондаков рассказывал, что у «Надежды» вообще не было «загранки» (заграничных поездок) — «видимо, из-за Плоткина… Да, конечно. Из-за него».
Но в целом Кондаков отдавал Плоткину должное. Он говорил, что Плоткин «начал раскрываться в „Надежде“ как режиссёр-постановщик, и у него нормально это получалось. Он прекрасно танцевал. Чувство ритма у него хорошее. <…> Он <…> всегда был за „Надежду“. Он раскручивал этот брэнд, боролся за своё собственное имя. <…> Он работал в „Надежде“ и за „Надежду“ глотку грыз».

### Вокально-инструментальный ансамбль «Самоцветы», группа «Эрмитаж»

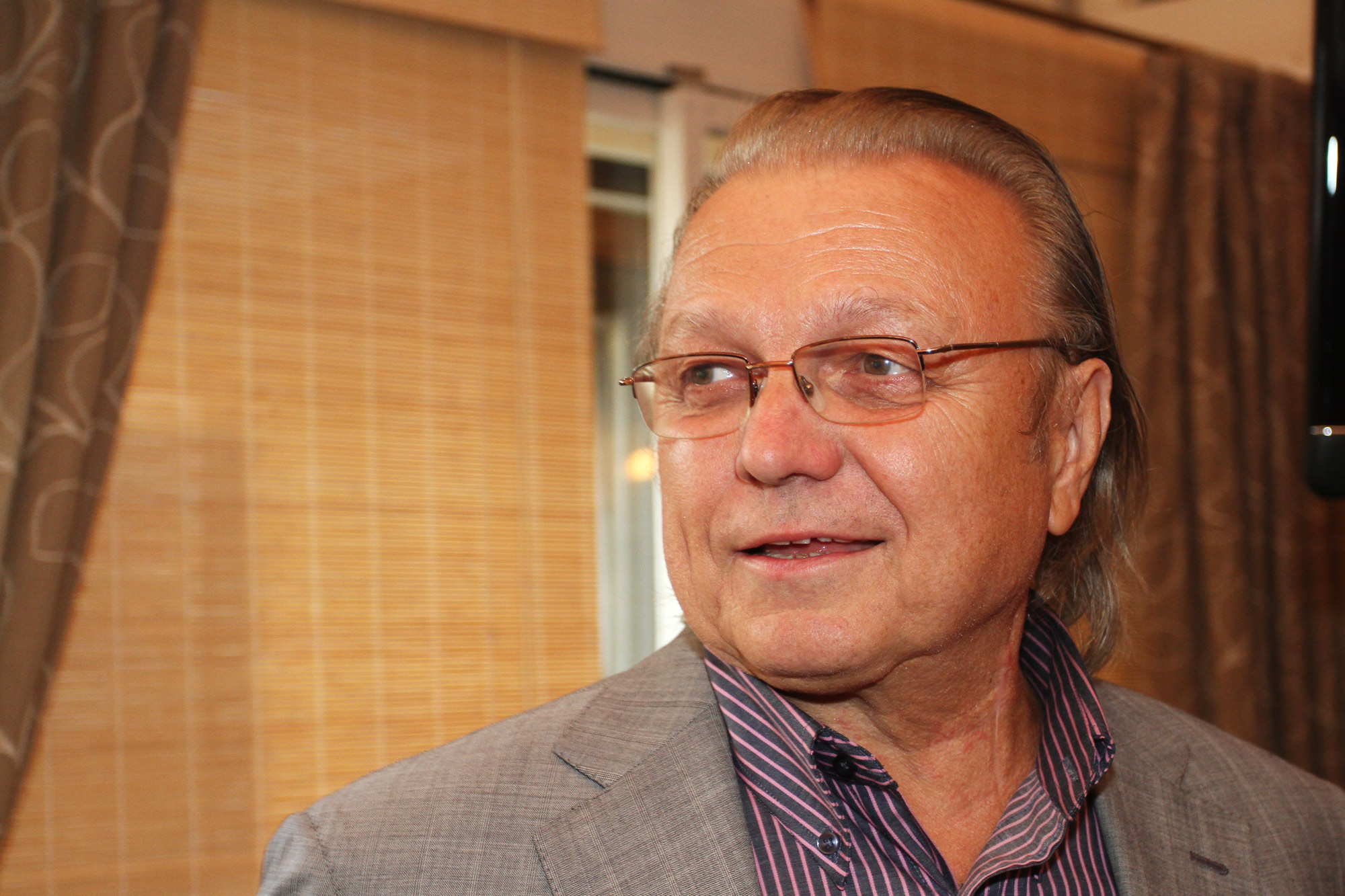
Юрий Маликов. 2010

В декабре 1979 года Алексей Кондаков пришёл на прослушивание на базу вокально-инструментального ансамбля «Самоцветы» на улицу 25 октября к Юрию Маликову и Владимиру Преснякову. По словам Кондакова, он «спел парочку песен, и они сказали: „Дальше не надо. Нам всё ясно!“». Уже в январе 1980 года Алексей Кондаков начал работать в ансамбле, и по времени это совпало с началом подготовки культурной программы Олимпиады-80 в Москве. Он считал, что «Самоцветы» для него были «повышением»: ансамбль был создан в 1971 году (на четыре года раньше «Надежды»), у него было «более громкое имя», он был «как бы государственным ансамблем», у него были заграничные поездки (у «Надежды» их не было), у него было больше выступлений на телевидении. По предложению Маликова, Кондаков, будучи (в ВИА «Надежда») первым исполнителем песни «Раз и навсегда» Вячеслава Добрынина и Михаила Пляцковского, возобновил её сольное исполнение и в «Самоцветах».
В отличие от «Надежды», где Кондаков, как он говорил, «пел почти сольный концерт», в «Самоцветах» «было очень много унисонных песен, которые лишь разбавлялись сольными номерами». Маликов, видевший неутолимое желание Кондакова работать сольно, в «Самоцветах» не мог предоставить ему этой возможности и в 1984 году сам предложил ему быть солистом во вновь созданной группе «Эрмитаж», исполнявшей джаз-рок. Основу «Эрмитажа» составили бывшие музыканты ВИА «Поющие сердца» — Виталий Барышников (клавишные), Виктор Харакидзян (бас-гитара) и Александр Ольцман (гитара). Не уходя из «Самоцветов», Кондаков начал петь в «Эрмитаже».
Вроде сначала пошло-поехало, но потом я почувствовал, что джаз-рок — это не моё. Конечно, музыканты в «Эрмитаже» собрались колоссальные <…>. Но того сольного момента, что я хотел, там тоже не было, потому что им в кайф было поиграть какую-то сложную инструментальную музыку, и пенья-то особо не получалось. В основном клавиши колбасились, как и положено в джаз-роке. Но народу песни нужны! Понимаешь? «Самоцветы», правда, тоже пытались джаз-рок играть… То был момент непонятных метаний: «нью-вэйв», джаз-рок, — ведь наступили 80-е и надо было двигаться куда-то дальше. Но в итоге ничего получилось, потому что народу были нужны только наши старые хиты.

### ВИА «Пламя», «Доктор Шлягер», сольная карьера, ВИА «Пламя-2000»

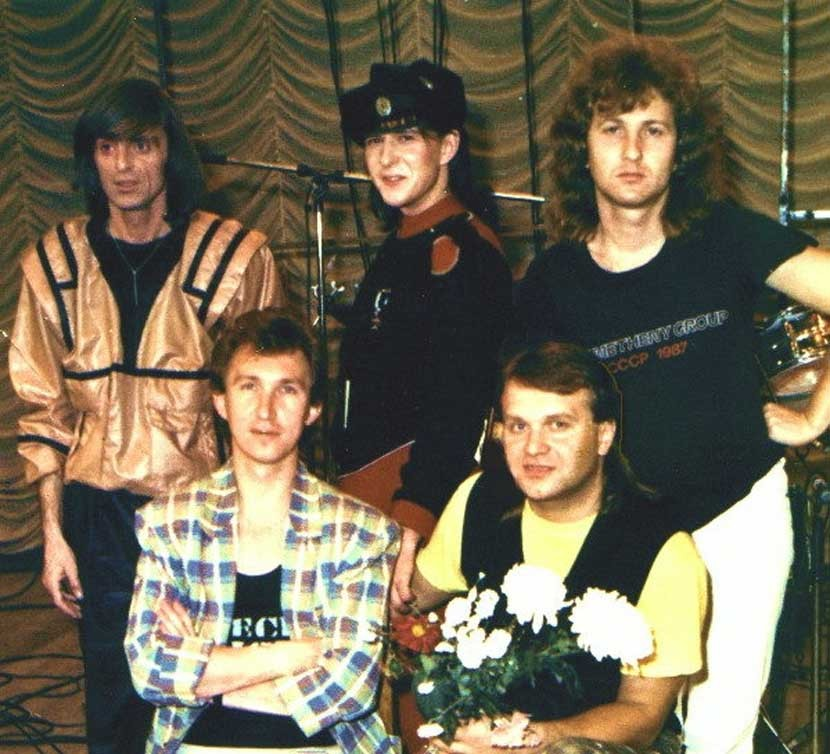

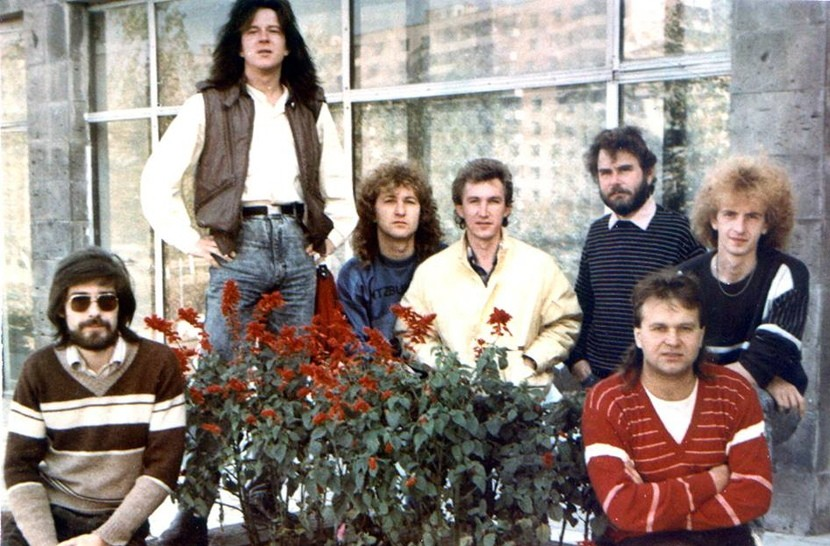
Алексей Кондаков в составе ВИА «Пламя». 1980-е годы.

В феврале 1986 года Алексей Кондаков перешёл в вокально-инструментальный ансамбль «Пламя», где спел одну из своих самых известных песен — «Помогите кенгуру!» Песня попала к руководителю ансамбля Сергею Березину через автора слов Ларису Рубальскую, с которой он был в дружеских отношениях. Автор музыки Теодор Ефимов считал, что «фактически эта песня стала визитной карточкой Алексея Кондакова. Его по ней узнавали».

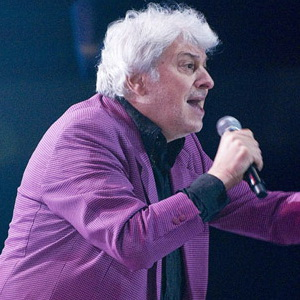
Вячеслав Добрынин. 2009

В 1988 году Алексей Кондаков по приглашению Вячеслава Добрынина перешёл в его творческий центр, где выступал сначала в составе группы «Доктор Шлягер» (где музыка ко всем песням писалась Добрыниным), затем сольно. Добрынин, по некоторым свидетельствам, считал Кондакова «лучшим голосом „Доктора Шлягера“». В это же время начал писать собственные песни, среди которых наибольшую известность получила «Всё тебе прощаю». Позже Алексей Кондаков исполнил две песни Александра Барыкина, написанные специально для него — «Последний бал» и «Романс». Значительная часть песен, исполнявшихся Кондаковым сольно, перешла к нему из репертуара ансамблей «Пламя» и «Доктор Шлягер»
В 1991 году выпустил сольный диск-гигант «Всё тебе прощаю», в 1994 году — компакт-диск «Нарисованный мир». В 1996 году планировал выпустить новый альбом, но из-за нехватки средств был вынужден от него отказаться. Играл в любительской футбольной команде звёзд эстрады «Старко». В конце 1990-х годов держался группы «Самоцветы» и изредка выступал в клубах с эстрадным репертуаром 1970—1980-х годов. С 1999 года объединился с бывшими вокалистами ВИА «Пламя» Юрием Петерсоном и Владимиром Парамоновым в группу «Пламя-2000» для совместной концертной и гастрольной деятельности и вместе с ними записал компакт-диск со старыми и новыми песнями.
В интервью 2006 года Владимиру Марочкину Алексей Кондаков, подводя в некотором роде итог своей жизни, сказал:
Я сам не знаю, почему получилось так, что я оказался не в рок-команде, а в вокально-инструментальном жанре. Наверное, из-за того, что в душе я — лирик. Понимаешь? Как Лёха Глызин, который тоже рок не поет. Наверное, это что-то внутреннее. Мне ближе красивые лирические мелодии. Мне не все произведения нравятся у тех же известных западных рок-команд, пусть это даже «Гранд Фанк» или «Битлз». Мне нравятся мелодичные песни. В вокально-инструментальном жанре больше мелодизма. А в роке в основном — гав-гав-гав… К тому же работать профессионально в ВИА — это одно, а работать дворником или сторожем, и лишь иногда на репетициях исполнять свой любимый рок — это совсем другое. Это тоже сыграло свою роль, ведь кроме как петь и играть на рояле я ничего не умею. Поэтому карьера моя сложилась вполне органично…
Алексей Кондаков умер от рака 15 февраля 2013 года в Москве. Похоронен 17 февраля 2013 года на Николо-Архангельском кладбище (участок 1В).

## Личная жизнь, характер
В 1977 году Алексей Кондаков женился и некоторое время жил в семье жены. Его тесть Николай Степанович работал на часовом заводе и зарабатывал достаточно большие по тому времени 360 рублей в месяц. Кондаков вспоминал, как в конце 1977 года он, которому было 22 года, привёз с гастролей 800 рублей, и это вызвало ревность тестя.
Знавший Кондакова журналист говорил, что у него был «характер взрывной, но отходчивый» и что он был «чистюлей».

## Песни (вокалист)

### «Надежда»
- «До третьих петухов» (Александра Пахмутова — Николай Добронравов)[2]
- «Последний троллейбус» (Борис Рычков — Наум Олев)[2]
- «Раз и навсегда» (Вячеслав Добрынин — Михаил Пляцковский) — первый исполнитель[5]
- «Ты сама придумала» (Вячеслав Добрынин — Михаил Пляцковский)[2]

### «Самоцветы»
- «Белый снег» (Вячеслав Добрынин — Леонид Дербенёв)
- «Раз и навсегда» (Вячеслав Добрынин — Михаил Пляцковский)[5]
- «Телефон» (Юрий Маликов, Владимир Пресняков — Яков Гальперин)

### «Пламя»
- «Помогите кенгуру!» (Теодор Ефимов — Лариса Рубальская)
- «Причал» (Вячеслав Добрынин — Михаил Пляцковский)
- «Прикажи помиловать» (Вячеслав Добрынин — Виктор Гин)
- «Речной трамвайчик» (Владимир Семёнов — Виктор Дюнин)
- «Строю домик» (Вячеслав Добрынин — Леонид Дербенёв)

### «Доктор Шлягер»
- «Когда-нибудь» (Вячеслав Добрынин — Симон Осиашвили)
- «Левый берег» (Вячеслав Добрынин — Борис Заболотских)
- «Мостик» (Вячеслав Добрынин — Симон Осиашвили)
- «На всякий случай» (Вячеслав Добрынин — Михаил Рябинин)
- «Раз в неделю» (Вячеслав Добрынин — Леонид Дербенёв)
- «Раз на раз не приходится» (Вячеслав Добрынин — Михаил Пляцковский)
- «То, что доктор прописал» (Вячеслав Добрынин — Михаил Рябинин)
- «Чёрная птица» (Вячеслав Добрынин — Михаил Рябинин)

### Сольная карьера
- «А на окне герань цветёт» (Алексей Кондаков — Наталья Пляцковская)
- «Возвращайся» (Алексей Кондаков — Наталья Пляцковская)
- «Всё тебе прощаю» (Алексей Кондаков — Наталья Пляцковская)
- «Где же ты была?» (Вячеслав Добрынин — Леонид Дербенёв)
- «Дочка кареглазая» (Алексей Кондаков — Наталья Пляцковская)
- «Зина-Зина» (Алексей Кондаков — Юрий Дружков)
- «Золотой водопад» (Алексей Кондаков — Наталья Пляцковская)
- «Маленькая фея» (Алексей Кондаков — Наталья Пляцковская)
- «Нарисованный мир» (Алексей Кондаков — Наталья Пляцковская)
- «Она ушла к тебе» (Алексей Кондаков — Наталья Пляцковская)
- «Последний бал» (Александр Барыкин — Аркадий Славоросов)
- «Праздник любви» (Алексей Кондаков — Наталья Пляцковская)
- «Романс» (Александр Барыкин, С. Редько — Сергей Есенин)
- «Чепуха» (Алексей Кондаков — Наталья Пляцковская)
- «Я так и знал» (Вячеслав Добрынин — Леонид Дербенёв)

## Дискография

### Альбом «Всё тебе прощаю» (1991)
- Золотой водопад (Алексей Кондаков — Наталья Просторова)
- Мостик (Вячеслав Добрынин — Симон Осиашвили)
- Все тебе прощаю (Алексей Кондаков — Наталья Просторова)
- Строю домик (Вячеслав Добрынин — Леонид Дербенёв)
- Раз на раз не приходится (Вячеслав Добрынин — Михаил Пляцковский)
- Прикажи помиловать (Вячеслав Добрынин — Виктор Гин)
- Левый берег (Вячеслав Добрынин — Борис Заболотских)
- Речной трамвайчик (Владимир Семёнов — Виктор Дюнин)
- Чёрная птица (Вячеслав Добрынин — Михаил Рябинин)
- Дочка кареглазая (Алексей Кондаков — Наталья Просторова)

C60 31743-4, 1-030-С-6, Sintez Rec. / RiTonis

### Альбом «Нарисованный мир» (1994)
- Нарисованный мир (Алексей Кондаков — Наталья Пляцковская)
- Она ушла к тебе (Алексей Кондаков — Наталья Пляцковская)
- Маленькая фея (Алексей Кондаков — Наталья Пляцковская)
- Возвращайся (Алексей Кондаков — Наталья Пляцковская)
- Мостик (Вячеслав Добрынин — Симон Осиашвили)
- Золотой водопад (Алексей Кондаков — Наталья Пляцковская)
- А на окне герань цветёт (Алексей Кондаков — Наталья Пляцковская)
- Праздник любви (Алексей Кондаков — Наталья Пляцковская)
- Дочка кареглазая (Алексей Кондаков — Наталья Пляцковская)
- Чепуха (Алексей Кондаков — Наталья Пляцковская)
- Я так и знал (Вячеслав Добрынин — Леонид Дербенёв)
- Всё тебе прощаю (Алексей Кондаков — Наталья Пляцковская)
- На всякий случай (Вячеслав Добрынин — Михаил Рябинин)
- Где же ты была? (Вячеслав Добрынин — Леонид Дербенёв)
- Зина-Зина (Алексей Кондаков — Юрий Дружков)

## Интервью
- Марочкин Владимир. «Кондей», он же Алексей Кондаков: «Жанр ВИА — для меня органичен». Часть 1: «Надежда». Специальное радио (2 октября 2006). Дата обращения: 30 января 2017.
- Марочкин Владимир. «Кондей», он же Алексей Кондаков: «Жанр ВИА — для меня органичен» Часть вторая. «Пламя-Самоцветы» (окончание). Специальное радио (9 октября 2006). Дата обращения: 30 января 2017.

## Комментарии
1. ↑  По воспоминаниям Миши Плоткина, иногда в одном концерте кузьминскую песню исполняли оба певца: «…Я придумал интересный ход. В концерте её исполнял Игорь Иванов, а потом в „концерте после концерта“, я предлагал зрителям назвать песню, которую мы исполним на бис. Обычно публика кричала — „Не уезжай“. И я представлял нового солиста — Колю Носкова, который и исполнял эту песню. И непонятно было, чьё исполнение интересней…»[4]